# Žabnica (gmina Brezovica)
Žabnica – wieś w Słowenii, w gminie Brezovica. W 2018 roku liczyła 383 mieszkańców.